# Quatrième gouvernement de l'État espagnol
État espagnol
Franco III Franco V
Le Quatrième gouvernement de l'État espagnol (Cuarto gobierno del Estado español) était le Gouvernement de l'Espagne, du 3 septembre 1942 au 18 juillet 1945.

## Composition
| Poste                                              | Titulaire                                             |
| -------------------------------------------------- | ----------------------------------------------------- |
| Président du gouvernement                          | Francisco Franco                                      |
| Ministres                                          |                                                       |
| Ministre des Affaires étrangères                   | Francisco Gómez-Jordana Sousa José Félix de Lequerica |
| Ministre de la Justice                             | Esteban de Bilbao Eguía Eduardo Aunós                 |
| Ministre de l'Armée de terre                       | Carlos Asensio                                        |
| Ministre de l'Armée de l'air                       | Juan Vigón                                            |
| Ministre de la Marine                              | Salvador Moreno Fernández                             |
| Ministre de l'Industrie et du Commerce             | Demetrio Carceller Segura                             |
| Ministre du Gouvernement                           | Blas Pérez González                                   |
| Ministre des Travaux publics                       | Alfonso Peña Boeuf                                    |
| Ministre de l'Agriculture                          | Miguel Primo de Rivera                                |
| Ministre du Travail                                | José Antonio Girón de Velasco                         |
| Ministre de l'Éducation                            | José Ibáñez Martín                                    |
| Ministre des Finances                              | Joaquín Benjumea                                      |
| Ministre, secrétaire général du Mouvement national | José Luis Arrese                                      |